# 名偵探柯南：引爆摩天樓
《名偵探柯南：引爆摩天樓》，是日本漫画家青山剛昌漫画系列《名偵探柯南》的第1部剧场版，片長95分鐘。1997年4月19日在日本上映，在日本有11億日圓的票房收益。

## 本作特色
- 本作是《名偵探柯南》第一部劇場版動畫，在此之後固定於每年的黃金周上映一部劇場版。
- 片頭的兇殺案與劇中的事件沒有直接關係（僅地點與案件有關）。
- 本電影中的米花市政大樓的場景取自東京都廳舍，但外形与东京都厅舍相差很大。

## 劇情概要
一天晚上，黑川宅邸發生了一起事件，主人黑川大造被殺害。根據案發現場的情況，罪魁禍首是黑川家族內部的人。毛利小五郎推斷大造的妻子三奈是罪魁禍首，却被三奈质疑推理太过牵强。江戶川柯南隨即用麻醉針手錶讓毛利小五郎睡著，借其声音说出正确的推理，成功指认女佣才是真凶，偵破了案件。
幾天後，4月26日（週六），柯南收到署名給工藤新一的茶會邀請，是著名建築師森谷帝二寄來的，日期訂在4月29日（週二）。然而柯南显然无法以工藤新一的身份赴会，為了說服他的青梅竹馬、小五郎唯一的女兒小蘭替他參加森谷舉辦的茶會，只好用新一的身分在電話中和小蘭約定，陪她看5月3日的午夜場電影，柯南為此十分煩惱，不知如何掩飾他變小的事實。4月29日當天，柯南與小五郎、小蘭一起參加聚會，得知森谷在英国学习建筑，并将自己的别墅设计为左右对称的外观。在答對森谷出的機智問答後，柯南和小蘭被森谷受邀到別墅內部參觀森谷的建築作品，在那裡他們得知發生謀殺案的黑川宅邸是由森谷設計的。小蘭還告訴森谷，她和新一要一起去米花市政大樓看電影，慶祝新一5月4日的生日，禮物是紅色毛衣，因为她5月的幸運色是紅色。
5月3日（週六），新一生日的前一天，柯南聽到有人從火藥倉庫偷走塑膠炸彈的新闻播报，同时黑川家等四處住宅相繼被縱火焚燒。這時，柯南接到了威脅的電話要找工藤新一，打電話的人聲稱他就是偷炸彈的人，如果不快點找到炸彈的話，“孩子就會有危險”，柯南用變聲器以新一的聲音與犯人結束對話後趕到堤向津川綠地公園阻止爆炸。柯南抵達公園，發現少年偵探團的三名成員正在玩無線電遙控飛機。當柯南意識到飛機上裝有塑膠炸彈時，他搶走了遙控器，但遙控器壞了並且無法操作。柯南當機立斷，將遙控器踢向無線電遙控飛機，成功引爆了炸彈。然而，罪犯在附近的建築物中觀看了這一事件，並透過電話预告说下一次犯罪地点是米花站。
柯南前往米花車站，從一家快餐店的二樓看到一個老婦人拾獲一個寵物籃，裡面裝著一隻被遺棄的貓。他推斷寵物籃裡裝的是塑膠炸彈，但不知情的老婦人上了一輛計程車，柯南差了一步，只好用帶有渦輪發動機的滑板追趕她。不幸滑板在途中損壞，他只能搶走附近男孩的自行車追趕。柯南抄近道追上了計程車，從老婦人那裡抢走了寵物籃，用自行車载往附近的河堤，打算在空旷的公园讓炸彈引爆以避免一般人伤亡。在途中炸弹计时突然停止，不久后又重启。柯南成功让炸弹在河边空旷的绿地爆炸，但他因爆炸冲击波撞到一棵樹而头部受傷，被送往綠台警察醫院接受治療。
在病房裡，目暮警官和他的同事白鸟認為罪魁禍首是對新一有怨恨的人，鉴于新一是高中生侦探，就从其侦破的案件中最知名的一件入手。这起案件是肇事逃逸案，最初的嫌疑人是西多摩市的冈本市长之子冈本浩平，但新一發現市長的兒子是替其父親頂罪，真正的罪魁禍首是市長本人，而市长本人大力推进的西多摩新市鎮計畫也因此完全停擺。
接著，犯罪者打電話給柯南，称在東都環狀線（影射山手线）上的“××之×”安放了五枚炸彈。如果列车时速低於60公里，或者日落前不將炸彈移走，炸彈就會爆炸。目暮立即聯繫東都鐵道，東都鐵道的坂口局长立即要求所有环状线上所有列車保持70公里/小時速度行驶，导致大量乘客无法下车而骚动不止，而且少年侦探团竟然也在其中。小五郎和目暮想出了炸弹位于「座位之下」、「車身之下」等位置，但柯南注意到炸彈必須在日落之前移除，因此推理出炸彈位於“鐵軌之間”，炸弹上有感光元件，只要一定的時間未受陽光照射，炸彈就會引爆，所以只要把列车转移到其他路线便不会爆炸。列车疏散后，目暮组织警方搜索，并提醒切勿让影子遮住炸弹。最後五枚炸彈全部安全被發現，大家都鬆了一口氣。
當众人討論這起事件的肇事者時，柯南表明，所有縱火事件都以森谷帝二設計的建築為目標，而東都環狀線的其中一座橋也是森谷設計。所有人隨即趕到森谷的住處，詢問森谷本人是否知道有誰與他有仇，但森谷回答說他不知道。偷偷環顧森谷住處的柯南发现展览室里有西多摩新市鎮計畫的沙盘，但被绸布盖住。他还发现森谷的书房中留有关键证据。正当柯南打算借新一的声音透过电话推理时，小五郎又将嫌疑对准对建筑兴趣浓厚的白鸟警官。柯南否定这个推理后，指认森谷就是一連串爆炸案的犯人。犯罪動機是森谷秉持完美主義主张，认为自己设计的建筑必须左右对称才是完美的，因此要毁掉年輕時設計的不对称的建筑作品。证据包括宠物篮里的炸弹曾经暂停过，而那里附近的路灯与西多摩新市镇的路灯设计相似，森谷不想毁掉它；而犯人喬裝送給少年偵探團遙控飛機時，步美聞到了一种香味，那是森谷抽煙斗時散發的味道。森谷表示这些证据仍不够坚实，柯南拿出犯人的变装道具，森谷大惊失色并脱口说出变装道具的真正位置，柯南才戳穿这些道具是临时拼凑用来诱导森谷认罪的。森谷见事情败露，逃出一个打火机形状的引爆器威胁众人要引爆炸弹，但柯南又掏出两节电池，说引爆器里的电池已被他查看书房时拆掉，因为森谷抽烟用的全是火柴，不用打火机。
目暮命令白鳥當場将森谷逮捕，但已被戴上手铐的森谷表示這並不是犯罪的結束，表示还要炸毁米花市政大楼，因为这栋建筑因为日本经济恶化、经费不足而不能设计为对称，他认为这是他最失败的作品；同时因为小兰在此看电影，他也要借此報復導致西多摩新市鎮計畫停擺的新一。小蘭來到米花市政大樓的電影院，刚接到柯南的警告电话，炸弹就爆炸了，堵塞了电影院大门。柯南帶著從森谷口袋抢來的炸彈設計圖趕往米花市政大樓，但森谷設置的炸彈已經接二連三地引爆，導致米花市政大樓各處起火。
柯南抵達米花市政大樓，並穿过废墟，到達小蘭所在的電影院大廳。小蘭虽然暂时毫发无伤，但大廳的門因爆炸而變形，柯南無法進去。柯南隨後用新一的聲音要小蘭找炸彈，在一個可疑的購物袋中，小蘭發現最大顆的炸彈以及計時器，柯南要小蘭依照他的指示依序剪斷電線以防止炸彈爆炸。拆除工作進展順利，最後留下了紅、藍兩條線，但這兩條線並沒有包含在圖面中，是森谷設計的陷阱，只有一条可以拆除炸弹，剪斷另一條就會爆炸。計時器一分一秒倒數，柯南被迫告訴小蘭剪斷她最喜歡的紅線，就算炸彈引爆，他也會陪著她。
眼看爆炸時間就要到來，目暮等人正要放棄，森谷露出得意的笑容。·此時柯南突然想起森谷曾得知小蘭提過幸運色是紅色，正要告訴小蘭剪藍色電線時，卻被搜救隊員帶走。千鈞一髮之際，小蘭最後剪斷藍色電線成功使計時器停止，因此爆炸沒有發生，被困在建築物中的所有人都得救了，森谷目瞪口呆。故事的結尾是柯南問小蘭為什麼剪斷藍色電線而不是紅色，小蘭看著電影宣傳廣告「紅線的傳說」並微笑著告訴柯南：「因為我不想把它剪斷，那條紅線說不定就是繫住我和新一的紅線啊！」

## 登場角色

### 原作角色
| 角色         | 配音       | 配音     | 配音     | 配音     | 簡介 |
| 角色         | 日本       | 臺灣     | 香港     | 香港     | 簡介 |
| 角色         | 日本       | 臺灣     | TVB版本  | 影碟版本 | 簡介 |
| 主要角色     | 主要角色   | 主要角色 | 主要角色 | 主要角色 | 主要角色 |
| ------------ | ---------- | -------- | -------- | -------- | --- |
| 江戶川柯南   | 高山南     | 方雪莉   | 盧素娟   | 周恩恩   | 本作品男主角，原高中生名偵探工藤新一，被黑暗組織的琴酒灌下毒藥而縮小身體變成小孩，後化名為江戶川柯南，寄住在毛利家中並暗中調查黑暗組織。 |
| 工藤新一     | 山口勝平   | 劉傑     | 郭志權   | 李家傑   | 本作品男主角，原高中生名偵探工藤新一，被黑暗組織的琴酒灌下毒藥而縮小身體變成小孩，後化名為江戶川柯南，寄住在毛利家中並暗中調查黑暗組織。 |
| 毛利蘭       | 山崎和佳奈 | 魏晶琦   | 陸惠玲   | 劉惠雲   | 本作品女主角，新一的青梅竹馬，運動神經發達，擅長空手道，曾獲得全國高中空手道關東大賽的冠軍。                                             |
| 毛利小五郎   | 神谷明     | 官志宏   | 陳欣     | 黃志明   | 小蘭的父親，英理的丈夫，私家偵探，外號沉睡小五郎，原刑警，辭職後在家開設毛利偵探事務所。                                                 |
| 朋友相關角色 |            |          |          |          | |
| 阿笠博士     | 緒方賢一   | 徐健春   | 源家祥   | 周永光   | 工藤家的鄰居兼好友，科學家兼發明家，會發明出一些道具讓柯南在案件中使用，在灰原哀逃離黑暗組織後收留她。                                   |
| 吉田步美     | 岩居由希子 | 姚敏敏   | 梁少霞   | 莊巧兒   | 三人為帝丹小學一年級生，後來與轉學生柯南一同組成少年偵探團。                                                                             |
| 小嶋元太     | 高木涉     | 劉傑     | 陳卓智   | 陳志強   | 三人為帝丹小學一年級生，後來與轉學生柯南一同組成少年偵探團。                                                                             |
| 圓谷光彦     | 大谷育江   | 魏晶琦   | 梁偉德   | 曾月娥   | 三人為帝丹小學一年級生，後來與轉學生柯南一同組成少年偵探團。                                                                             |
| 鈴木園子     | 松井菜櫻子 | 姚敏敏   | 黃麗芳   | 莊巧兒   | 小蘭的好友兼同學，鈴木財團的二千金，時常邀請毛利家參加各式的宴會活動。                                                                   |
| 警察相關角色 |            |          |          |          | |
| 目暮十三     | 茶風林     | 徐健春   | 林保全   |          | 警視廳搜查一課的警官（警部），曾是毛利小五郎的上司，經常在兇案現場要求部下調查相關證據。                                                 |
| 白鳥任三郎   | 鹽澤兼人   | 孫誠     | 招世亮   | 蔡忠衛   | 警視廳搜查一課的警官（警部補），出身於豪門。 本作電影版初登場，後於原作登場。在本作被毛利小五郎指稱為兇手，後由工藤新一澄清後洗清嫌疑。  |

### 本作角色
| 角色           | 配音              | 配音                    | 配音                               | 配音          | 簡介 |
| 角色           | 日本              | 臺灣                    | 香港                               | 香港          | 簡介 |
| 角色           | 日本              | 臺灣                    | TVB版本                            | 影碟版本      | 簡介 |
| 本作要角       | 本作要角          | 本作要角                | 本作要角                           | 本作要角      | 本作要角 |
| -------------- | ----------------- | ----------------------- | ---------------------------------- | ------------- | --- |
| 森谷帝二       | 石田太郎          | 孫誠                    | 張炳強                             | 周永光        | 47歲。東都大學建築系教授，日本首屈一指的建築師。原名貞治，後為了使其名字形成對稱圖形而改名。於30歲時出師，曾因設計東都環狀線橋梁榮獲日本建築協會最佳新人獎。對自己設計的建築作品有著必須左右對稱的偏執，惟早年設計出的作品多因建築法規等等的因素，而缺乏完美對稱，與他的美學背道而馳，其中米花市政大樓被其認為是建築師生涯中最失敗的作品，遂因此決定摧毀這些缺乏完美對稱的建築物。另外在一年前，由於工藤新一偵破時任西多摩市長岡本肇事逃逸路人的案件，導致市長下台，並令他採用完美對稱設計的新市鎮計劃就此停擺，而決定對工藤新一進行報復。 其姓名与福尔摩斯系列中的大反派莫里亚蒂教授谐音。 |
| 其他配角       |                   |                         |                                    |               | |
| 黑川大造       | 不適用            | 不適用                  | 不適用                             | 不適用        | 62歲。黑川宅邸的主人，黑川醫院的院長並兼任外科醫生。在家中被女傭中澤真那美殺害。 |
| 黑川三奈       | 宮寺智子          | 魏晶琦                  | 蔡惠萍                             | 曾月娥        | 32歲。黑川大造的繼室。被小五郎怀疑是她殺死大造的犯人。 |
| 黑川大介       | 山路和弘          | 劉傑                    | 陳卓智                             | 陳志強        | 36歲。黑川家的長男，內科醫生。 |
| 中澤真那美     | 藤井佳代子        | 姚敏敏                  | 林元春                             | 莊巧兒        | 27歲。黑川家的女傭。殺害黑川大造的犯人，動機是因其夫由於黑川大造於醉態下進行手術而死亡，且事後院方對此亦漠不關心。 |
| 岡本市長       | 平尾仁彰          | 劉傑                    | 陳曙光                             | 黃志明        | 52歲。時任西多摩市長。一年前因意外撞死過馬路的一位女性，涉嫌過失致死罪，最後黯然下台。 |
| 岡本浩平       | 谷川俊            | 官志宏                  | 蘇強文                             | 陳志強        | 21歲。岡本市長的兒子，電子工程學院的學生。因一年前的車禍，於本劇案件中曾一度被懷疑。 |
| 坂口局長       | 藤本讓            | 劉傑                    | 陳曙光                             | 李家傑        | 52歲。東都鐵道局長。 |
| 楠指揮長       | 藤城裕士          | 孫誠                    | 黃子敬                             | 黃啟明        | 45歲，東都鐵道指令長。 |
| 其他角色       |                   |                         |                                    |               | |
| 漢堡店店員     | 百百麻子          | 姚敏敏                  | 林元春                             | 曾月娥        | 柯南進入漢堡店尋找炸彈時，在櫃檯的店員。 |
| 老婆婆         | 水原琳            | 魏晶琦                  | 蔡惠萍                             | 曾月娥        | 在車站前廣場撿到貓咪的老婆婆。 |
| 腳踏車少年     | 水原琳            | 姚敏敏                  | 梁偉德                             | 劉惠雲        | 騎著腳踏車的少年，在飲料販賣機前買飲料時被柯南借走他的腳踏車。 |
| 摩托車騎士     | 一条和矢          | 官志宏                  | 陳欣                               | 李家傑        | 在柯南想阻止老婆婆拿走炸彈時，差點撞到柯南。 |
| 計程車司機     |                   | 孫誠                    | 張炳強                             |               | 載著老婆婆的計程車司機。 |
| 醫生           | 山路和弘          | 孫誠                    | 陳卓智                             | 李家傑        | 為柯南治療的綠台警察醫院醫生。 |
| 護士           |                   | 姚敏敏                  | 林元春                             |               | 綠台警察醫院的護士。 |
| 車禍身亡女     |                   | 魏晶琦                  | 林元春                             |               | 25歲，上班族，一年前在過馬路時被岡本市長駕車衝撞而身亡。 |
| 播報員         | 野村明大          | 劉傑 魏晶琦             | 招世亮 林元春                      | 李家傑        | 報導東都環狀線發生炸彈事件的播音員，男播音員在直升機內報導，女播音員在車站旁報導。 |
| 咖啡店店員     |                   | 方雪莉                  | 蔡惠萍                             |               | 幫小蘭和園子送咖啡的店員。 |
| 電車乘客       | 小堀裕之 川谷修士 | 劉傑 孫誠 徐健春 姚敏敏 | 招世亮 郭志權 蔡惠萍 陳曙光        | 李家傑 劉惠雲 | 東都環狀線的乘客，其向列車長詢問電車不停的理由。 |
| 11號列車駕駛員 | 山崎巧            | 劉傑                    | 陳卓智                             | 蔡忠衛        | 東都環狀線11號列車的駕駛。 |
| 其他列車駕駛員 |                   | 徐健春 官志宏 劉傑      | 源家祥 招世亮 張炳強               |               | 東都環狀線9、10、20號列車的駕駛們。 |
| 警官           | 千葉一伸          | 劉傑 孫誠 官志宏        | 郭志權 張炳強 陳卓智 梁偉德 黃子敬 | 李家傑        | 搜索東都環狀線的炸彈的警官們。 |
| 消防救護員     |                   | 劉傑                    | 陳卓智                             |               | 在爆炸事件中搜救被困在大樓中的民眾。 |

## 音樂
| 類別   | 曲名           | 作詞     | 作曲     | 演唱 |
| ------ | -------------- | -------- | -------- | ---- |
| 主題曲 | Happy Birthday | 菅止戈男 | 菅止戈男 | 杏子 |
| 插曲   |                | 高柳恋   | 大野克夫 | 伊織 |
| 插曲   |                | 高柳恋   | 大野克夫 | 伊織 |

### 原聲帶

#### 歌曲
1. 名探偵コナン メイン・テーマ (摩天楼ヴァージョン)
2. 英国風館
3. 時計じかけの摩天楼
4. 爆破犯人のテーマ
5. 犯人からの電話
6. 爆破予告
7. 爆弾処理
8. 蘭のテーマ (摩天楼ヴァージョン)
9. 少年探偵団のテーマ (摩天楼ヴァージョン)
10. 陰謀 (摩天楼ヴァージョン)
11. 忍び寄る危機
12. 緊急指令
13. 対決のテーマ (摩天楼ヴァージョン)
14. 捜査開始 (摩天楼ヴァージョン)
15. 西の名探偵 (摩天楼ヴァージョン)
16. 昼下がりの天使たち (摩天楼ヴァージョン)
17. 想い出 (摩天楼ヴァージョン)

## 工作人員
- 原作：青山刚昌
- 監督、分鏡：兒玉兼嗣
- 脚本：古內一成
- 分鏡、演出：佐藤真人
- 演出助手：山本泰一郎、野上和男、石井和彦、矢野篤
- 人物設定 / 總作畫監督：須藤昌朋
- 副署人物設定：兵頭敬、糸島雅彦、森木靖泰、河村明夫、山本泰一郎
- 作画監督：河村明夫、高谷浩利、宍户久美子、佐佐木惠子、清水義浩、兵頭敬、牟田清司
- 特效作画監督：糸島雅彦
- 美術監督：涩谷幸弘
- 音乐：大野克夫
- 色彩設定：小川さよ子
- 撮影監督：野村隆
- 剪辑：岡田輝滿
- 音響監督：小林克良
- 音響効果：横山正和
- 音樂：大野克夫
- 故事編輯：飯岡順一
- 製作人：諏訪道彦、吉岡昌仁
- 動畫製作：旭一东京电影
- 「名偵探柯南 引爆摩天樓」製作委員會 
  - 小学馆
  - 读卖电视台
  - 小学馆制作
  - 環球音樂
  - 旭一
- 发行：东宝

## 發行

### 影碟
- 日本：VHS发售：1998年4月8日；DVD发售：2001年3月28日；BD发售：2011年5月27日；UHD BD发售：2017年2月24日
- 香港：DVD/VCD發售：2007年1月19日（发行商：新一影業）
- 台灣：DVD發售：日語發音中文字幕/國語發音（發行商：普威爾）
- 台灣：BD發售：日語發音/國語發音/中文字幕(可關閉)（發行商：普威爾）

### 書籍
| 冊數 | 小學館         | 小學館             | 青文出版社    | 青文出版社         | 长春出版社 | 长春出版社         |
| 冊數 | 發售日期       | ISBN               | 發售日期      | ISBN               | 發售日期   | ISBN               |
| ---- | -------------- | ------------------ | ------------- | ------------------ | ---------- | ------------------ |
| 上   | 1997年9月18日  | ISBN 4-09-124871-3 | 1998年5月19日 | ISBN 957-539-960-9 | 2006年3月  | ISBN 7-5445-0130-2 |
| 下   | 1997年10月18日 | ISBN 4-09-124872-1 | 1998年7月28日 | ISBN 957-539-969-2 | 2006年3月  | ISBN 7-5445-0132-9 |

## 外部連結
- 互联网电影数据库（IMDb）上《名偵探柯南：引爆摩天樓》的资料（英文）
- 名探偵コナン 時計じかけの摩天楼 （页面存档备份，存于） - トムス・エンタテインメント
- 名探偵コナン 時計じかけの摩天楼 （页面存档备份，存于） - 東宝
- 名探偵コナン 時計じかけの摩天楼 （页面存档备份，存于） - allcinema
- 名探偵コナン 時計じかけの摩天楼 （页面存档备份，存于） - KINENOTE
- 名探偵コナン 時計じかけの摩天楼 （页面存档备份，存于） - 日本映画データベース
- 名探偵コナン 時計じかけの摩天楼 - 文化庁日本映画情報システム
- Detective Conan The Time-Bombed Skyscraper （页面存档备份，存于） - オールムービー（英語）
- 名探偵コナン 時計じかけの摩天楼 （页面存档备份，存于） - 映画.com
- 名探偵コナン 時計じかけの摩天楼 （页面存档备份，存于） - Movie Walker
- 名探偵コナン 時計じかけの摩天楼 （页面存档备份，存于） - SF MOVIE DataBank
- 在Netflix上觀看《名偵探柯南：引爆摩天樓》